# タン (レーン)
タン (レーン)（ドイツ語: Tann（Rhön, ドイツ語発音: [ˈtan]）は、ドイツ連邦共和国ヘッセン州カッセル行政管区のフルダ郡に属す市である。この街は有名なルフトクアオルト（空気の清浄な保養地）である。

## 地理

### 位置
州認定のルフトクアオルトであるタン (レーン) はヘッセン・レーン山地のウルスター川中流域に位置する海抜約 370 m の街である。ウルスター川は街の西側を流れている。ウルスター川の対岸はハーベルベルク（海抜 718.5 m）への登り斜面となっている。タンの旧市街は、ウルスター川の東岸にある。タンの新しい市街地は旧市街の南北の川沿いに伸び、ヨスベルク（海抜約 510 m）の西斜面に広がっている。ヨスベルクはエンゲルスベルク（海抜 724 m）の支脈である。
市域の最低地点は、市の北西部ジスヴィンデン近郊のウルスター川の川原で、海抜約 313 m である。最高地点は市の中心部から約 3 km 東に位置するダーデンベルクで、海抜 726 m である。

### 隣接する市町村
タンは、北はシュライトおよびガイザ（ともにテューリンゲン州ヴァルトブルク郡）、東はエンプフェルツハウゼン（ヴァルトブルク郡）およびカルテンノルトハイム（テューリンゲン州シュマルカルデン＝マイニンゲン郡）、南はヒルダース、西はホーフビーバー（ともにフルダ郡）と境を接している。

### 市の構成
タン中核市区（小集落シュヴァイトホーフ、フリードリヒスホーフ、ハーゼンミューレを含む）の他に以下の市区からなる:
- ハーベル（小集落エスバッハスグラーベン、ノイシュテットゲス、ハーベルグラーベン、シュヴァルツェンボルン、カルンホーフ、モラーツホーフを含む）
- ギュンタース
- フンツバッハ（小集落ディパッハ、クラインフィッシュバッハ、ヘルダートゥルムを含む）
- ラールバッハ（ブラウアーツホーフおよびパラディースホーフを含む）
- ノイシュヴァムバッハ（小集落アルトシュヴァムバッハ、アウラ、オーバーリュッカースバッハ、ウンターリュッカースバッハを含む）
- ノイスヴァルツ（小集落メールスヴィンデンを含む）
- シュリッツェンハウゼン（小集落ジンスヴィンデンを含む）
- テオバルツホーフ（小集落クノッテンホーフおよびディートゲスホーフを含む）
- ヴァンダースハウゼン（ロートホーフを含む）

## 歴史
現在のタンの市域における最初の入植については文献的証拠が存在しない。Thann（元は "Th" と綴った）という名称はアイルランド人修道士によるものであろう。これらの修道士はボニファティウス以前に Altgau Buchonia、すなわちブーヒェンラント（当時はまだブナの木 = Buche で覆われていたレーン山地の古い呼び名）にキリスト教布教のためにやって来た。これは、修道士によって Thonn と名付けられた集落が、6世紀から7世紀への変わり目頃にはすでに存在していたことを示すものである。
ウルスター川の名前も修道士によるもので、この集落の前を流れる川を北アイルランドの故郷の地名（アルスター）にちなんで呼んだものであろう。
タンは1197年に初めて都市として記録されている。タン領主家の城砦は11世紀または12世紀に建設された。この街は1541年に市場開催権を得た。この市は騎士階級のタン家の所領に属した。1656年にこの帝国騎士領はフランケン騎士クライスに属していた。この街には、16世紀にエーバーハルト・フォン・デア・タンによって防衛施設が設けられた。これはフルダ修道院長との宗教上・所領上の戦闘的対立に際して、より安全性を高めるためであった。遅くとも1815年以降バイエルン王国のウンターフランケンに属したこの街は、バート・オルプと同様に、1866年の普墺戦争でプロイセンがドイツ連邦軍に勝利した後プロイセン王国に併合され、1946年からはヘッセン州に属した。1879年の大火で、中世の建造物の大部分が焼失した。東西ドイツ国境の廃止以後、それまで40年以上の間 DDR によって半島状に取り囲まれていた本市は、再びドイツの地理上の中心に位置することとなった。

### 市町村合併
ヘッセン州の地域再編に伴い、1970年4月1日に、それまで独立した町村であったヴェンダースハウゼンが本市に合併した。1971年12月31日には、同じくそれまで独立した町村であったギュンタースとラールバッハが合併した。1972年4月1日にフンツバッハがこれに加わった。ハーベル、ノイシュヴァムバッハ、ノイスヴァルツ、シュリッツェンハウゼン、テオバルツホーフは1972年8月1日の州法の発効により合併した。

## 住民

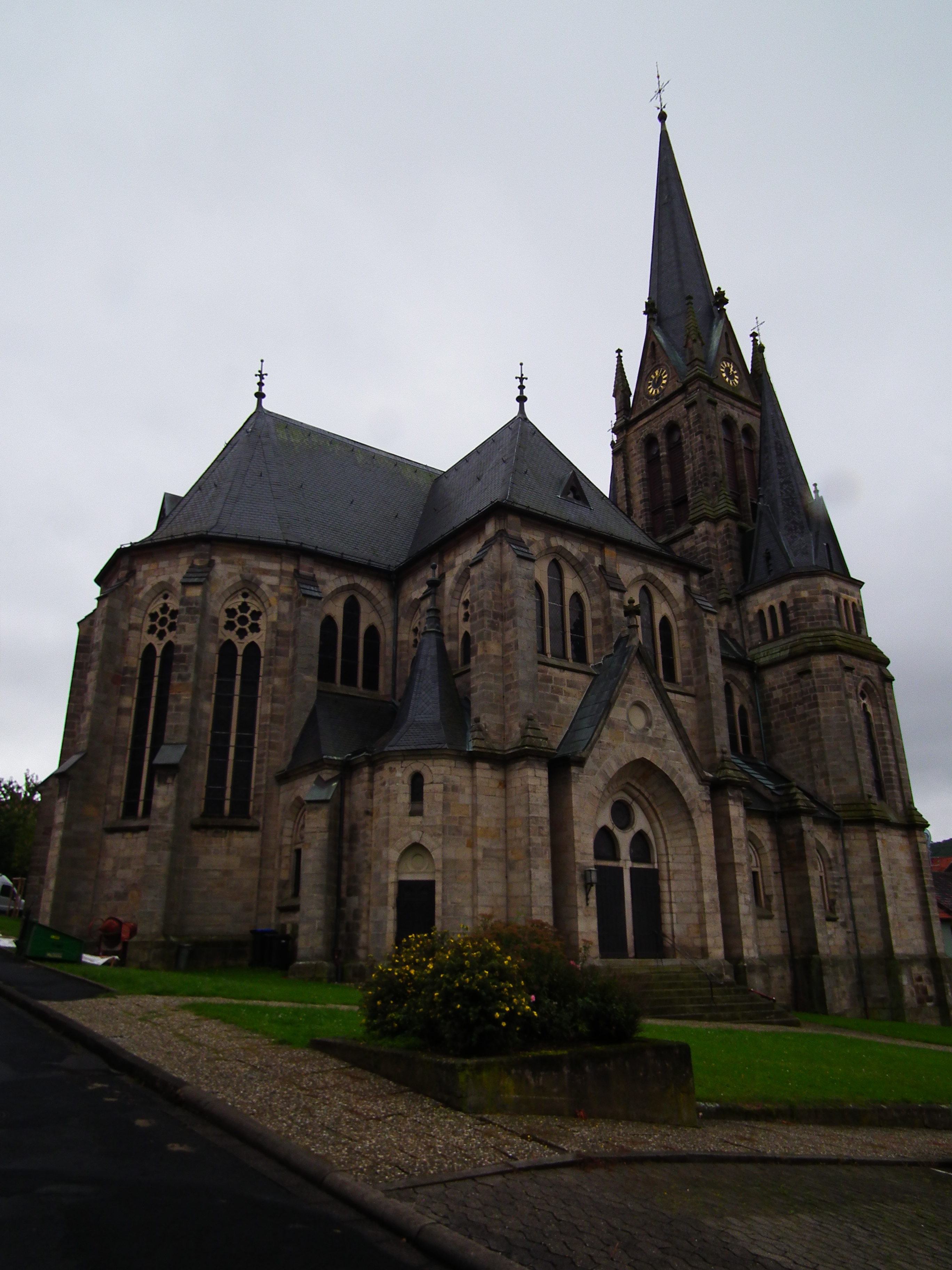
福音主義市教会

### 宗教
タンは、1530年代にエーバーハルト・フォン・デア・タンによって宗教改革がなされて以後、福音主義の街であった。エーバーハルト・フォン・デア・タンは、ヴィッテンベルクでマルティン・ルターと知り合い、友人となっていた。
教会:
- タン: 福音主義市教会、1886年 - 1889年建造、約1200席。ニクラス教会、1741年 - 1746年建造、現在は主に墓地教会となっているが、冬の教会としても利用されている。
- タン: カトリックの洗礼者聖ヨハネ教会、1955年建造
- ハーベルの教会、1782年建造
- ノイスヴァルツの教会、1770年 - 1780年建造
- テオバルツホーフ/クノッテンホーフの教会、1963年建造

## 行政

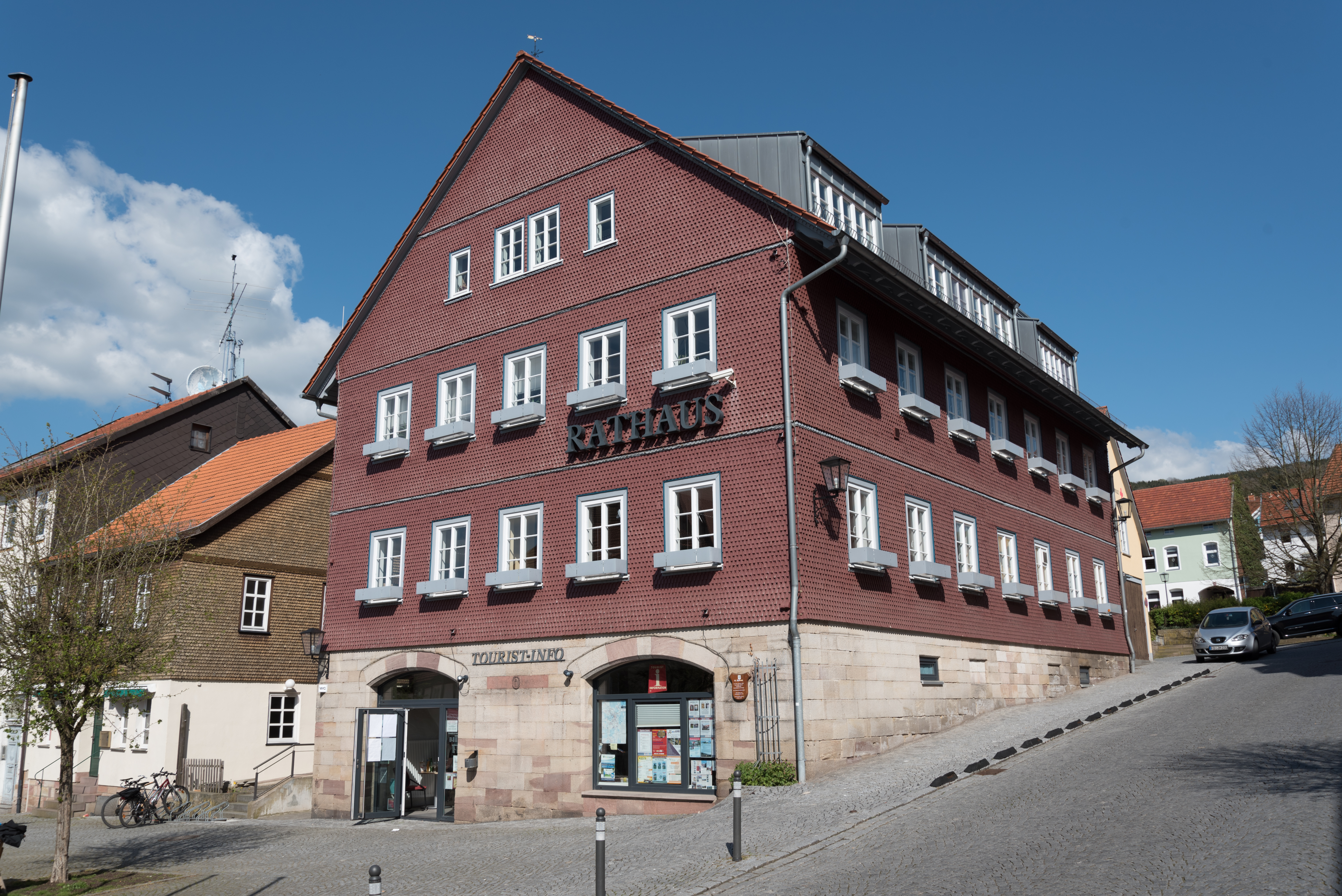
タンの市庁舎

### 議会
タンの市議会は23議席で構成されている。

### 首長
- カール・ヒルゲン (SPD) 1983年まで
- ヴォルフガング・シュヴァーケ (CDU) 1989年まで
- ディーター・ヘルヒェンハン (SPD) 2001年まで
- マルクス・マイスナー (CDU) 2013年まで
- マリオ・デナー（無所属）2013年から[6][7]

### 紋章
図柄: 金地に、根を張った緑のモミの木 (Tanne)。その上端と下端は紋章の縁にかかっている。
ミュンヘンのバイエルン邦立中央文書館が1820年に制作したタン (レーン) のバイエルン市長メダルの片面の試案にはモミの木をモチーフとする市の紋章が描かれていた。

### 姉妹都市
- カルテンノルトハイム（ドイツ語版、英語版）（ドイツ、テューリンゲン州ホーエ・レーン行政共同体（ドイツ語版、英語版））タンの隣街である。

## 文化と見所

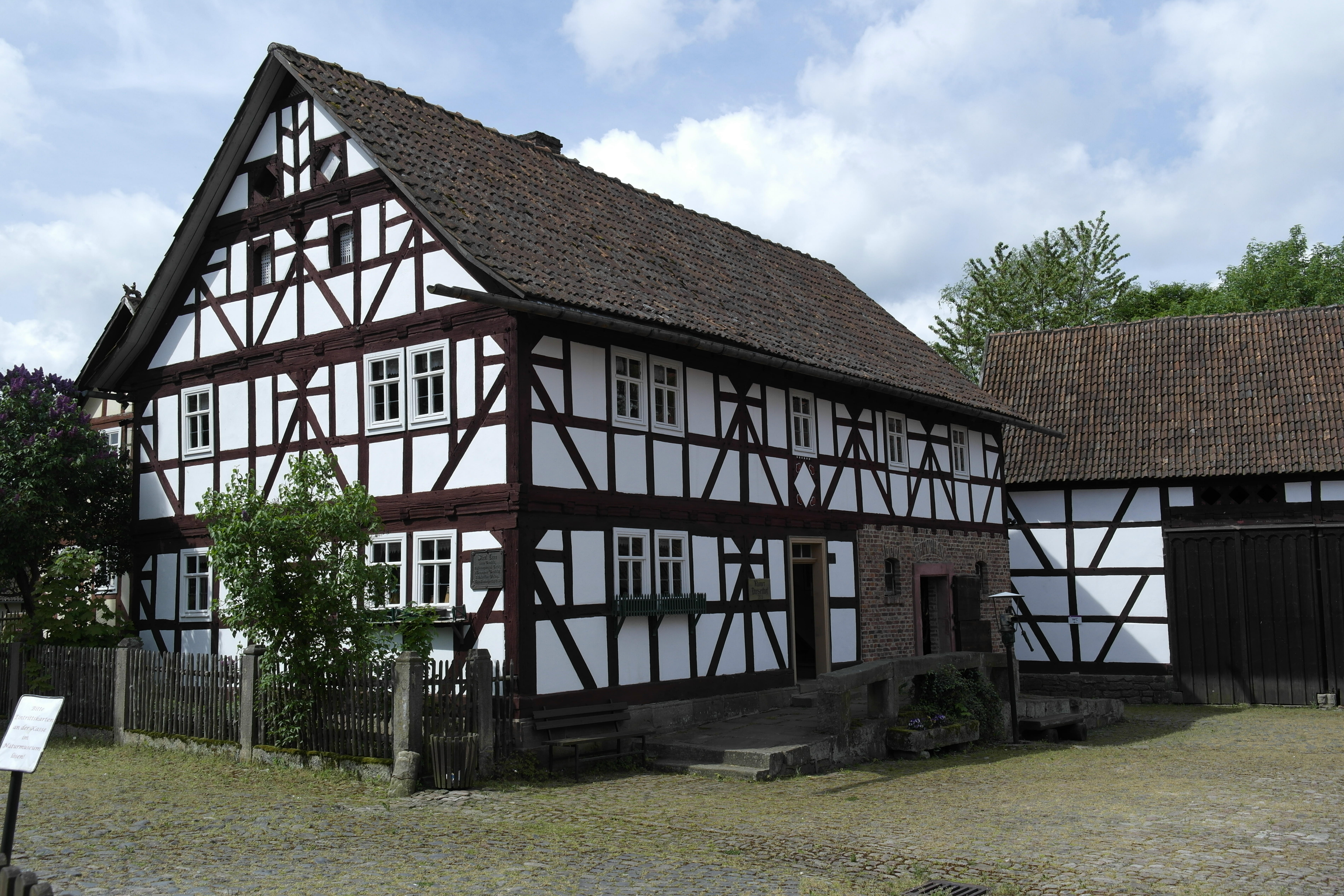
野外博物館「レーン博物館村」の木組み建築

ヘッセン放送の視聴者は、1999年にタンをヘッセン州で最も好きなレジャー地に選んだ。2007年には、ZDFのドイツの好きな街コンテストで対象1000箇所の街の中で、タンは14位を獲得した。
- かつての DDR との国境に関する情報を展示するタン国境博物館は、1987年に国境委員会によって設けられ、当時は DDRとの国境に関する情報室という名称であった[8]。
- レーン博物館村は、ヘッセンテレビのヘッセンで最も好きな観光地（2007年）で第3位を獲得した[8]。

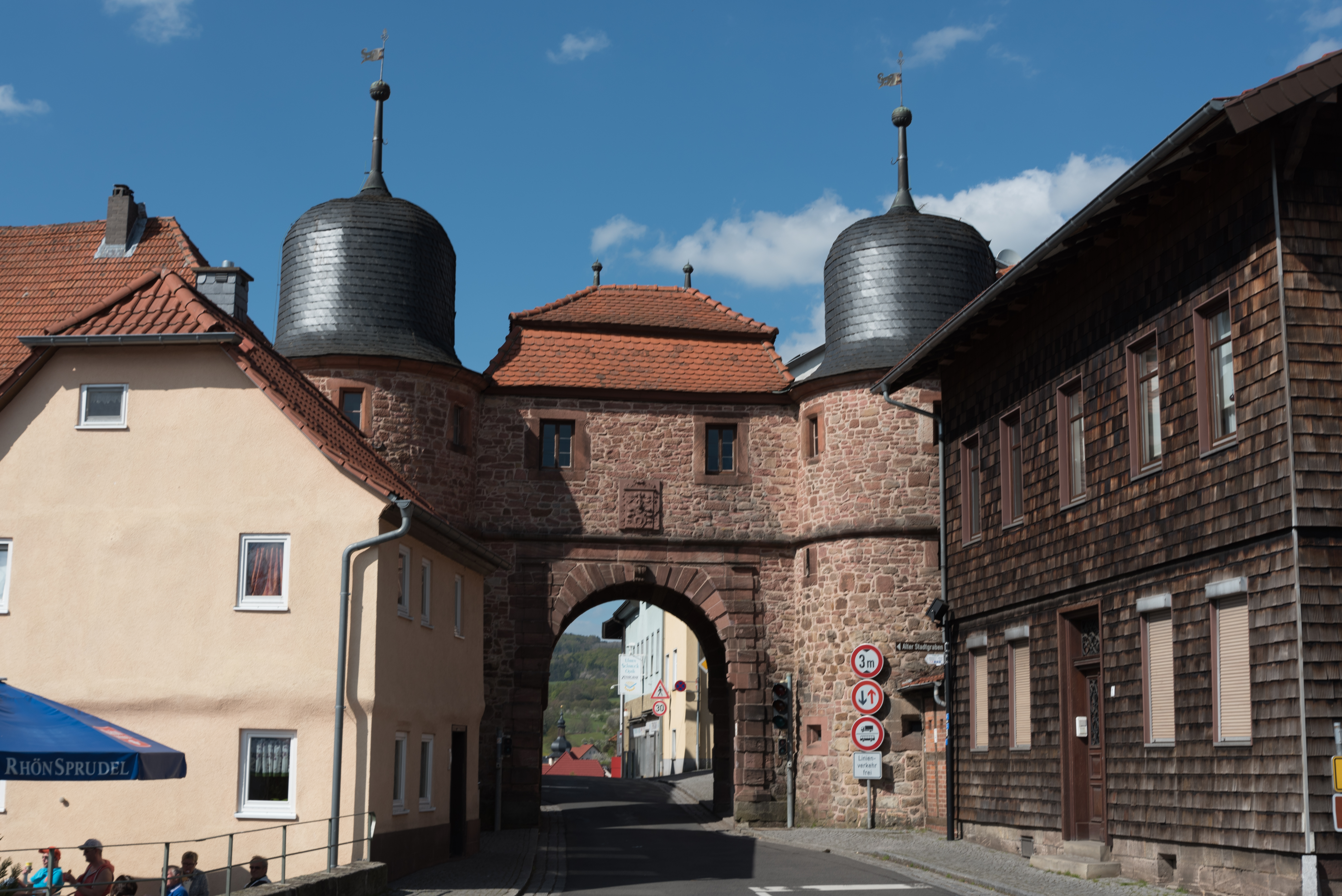
修復されたタンの市門

### 建築物
- 修復された1557年建造の市門、1710年建造の市の泉、16世紀初めに建てられたこの街で最も古い民家であるエルフ＝アポステル＝ハウス、1686年製作の城館の泉、1741年の聖ニコラウス教会、16世紀初めから18世紀のタン男爵家の城館。
- マルクト広場には、ルートヴィヒ・フォン・デア・タン＝ラートザムハウゼン将軍の立像がある。

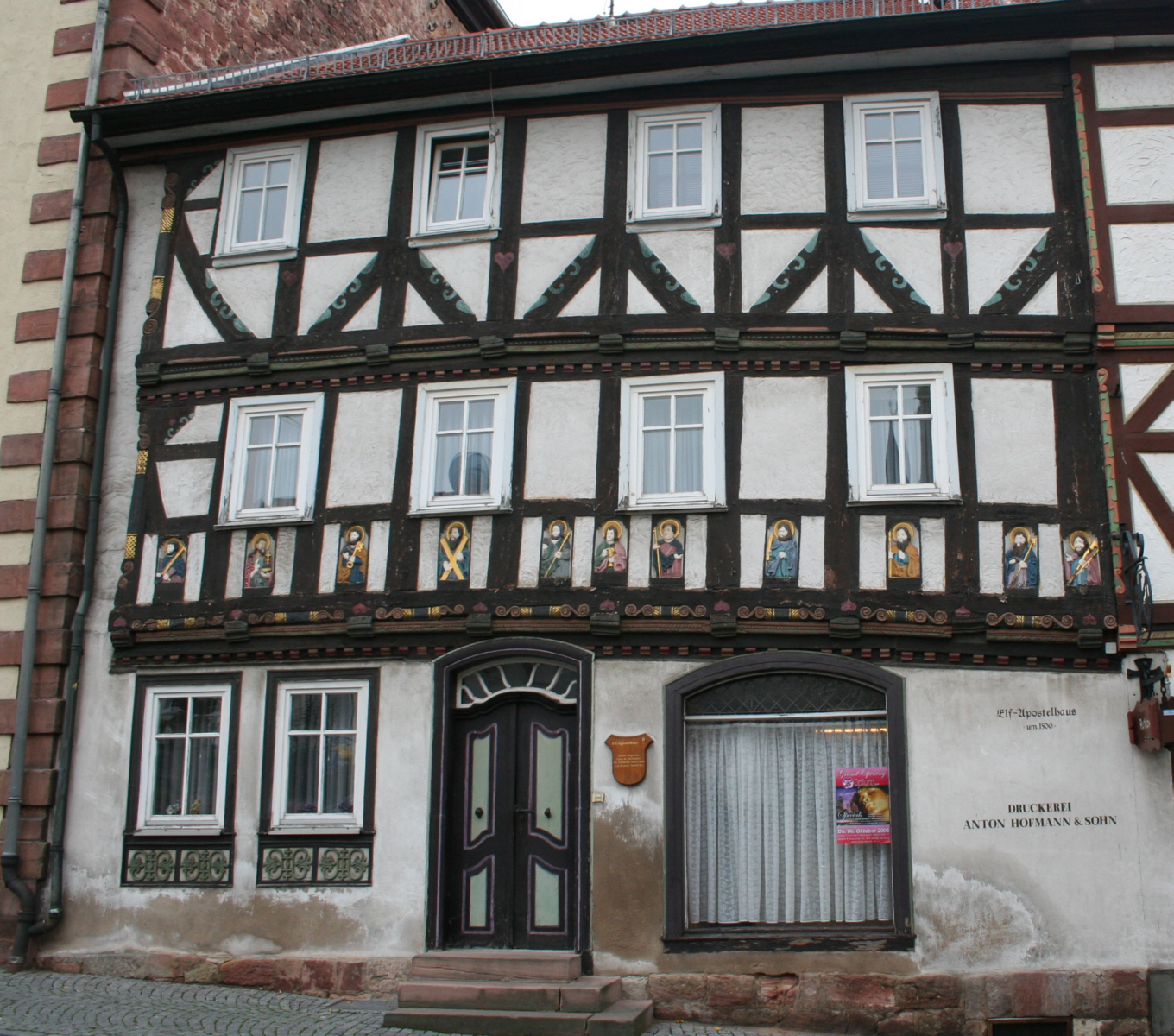
エルフ＝アポステル＝ハウス
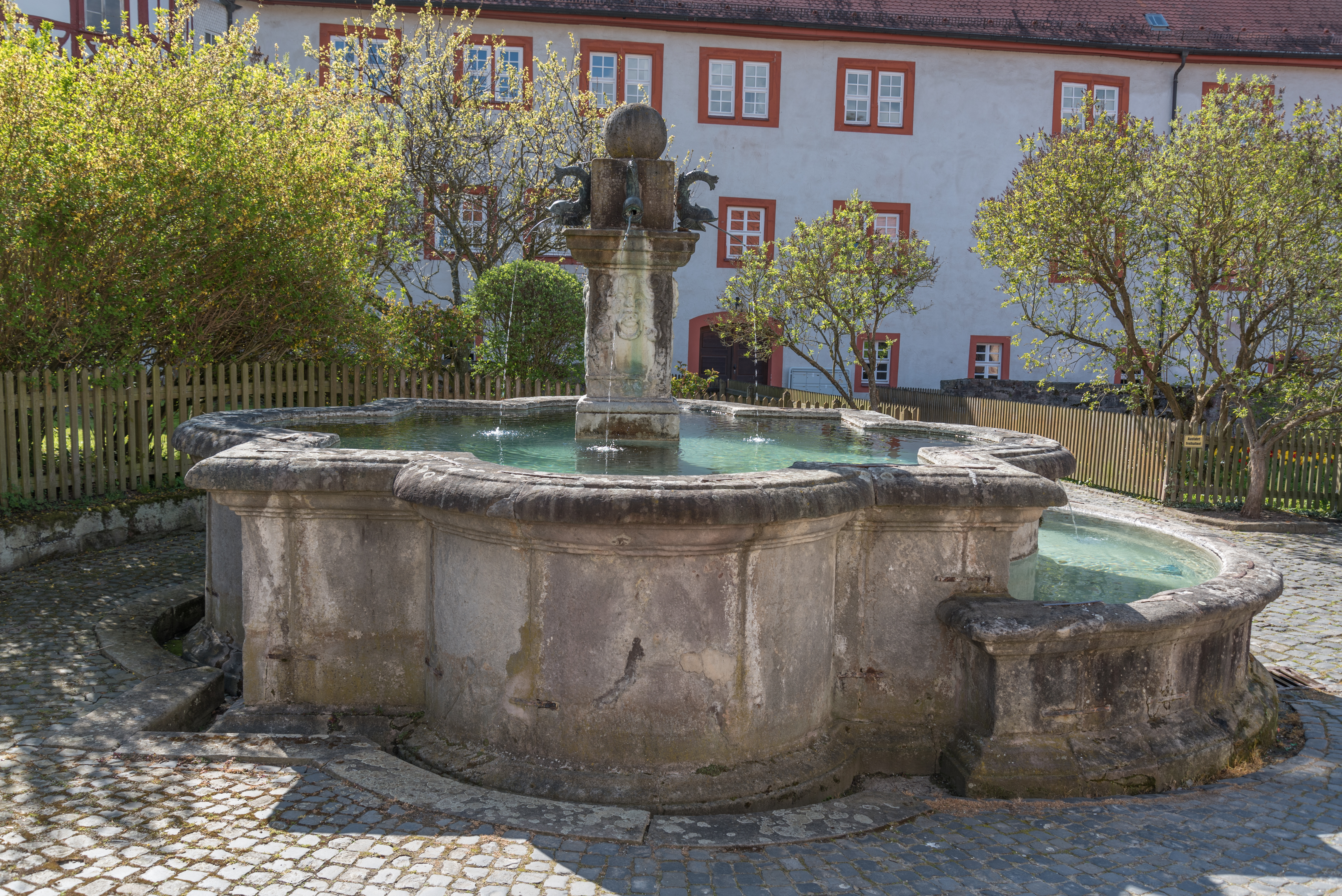
城館の泉
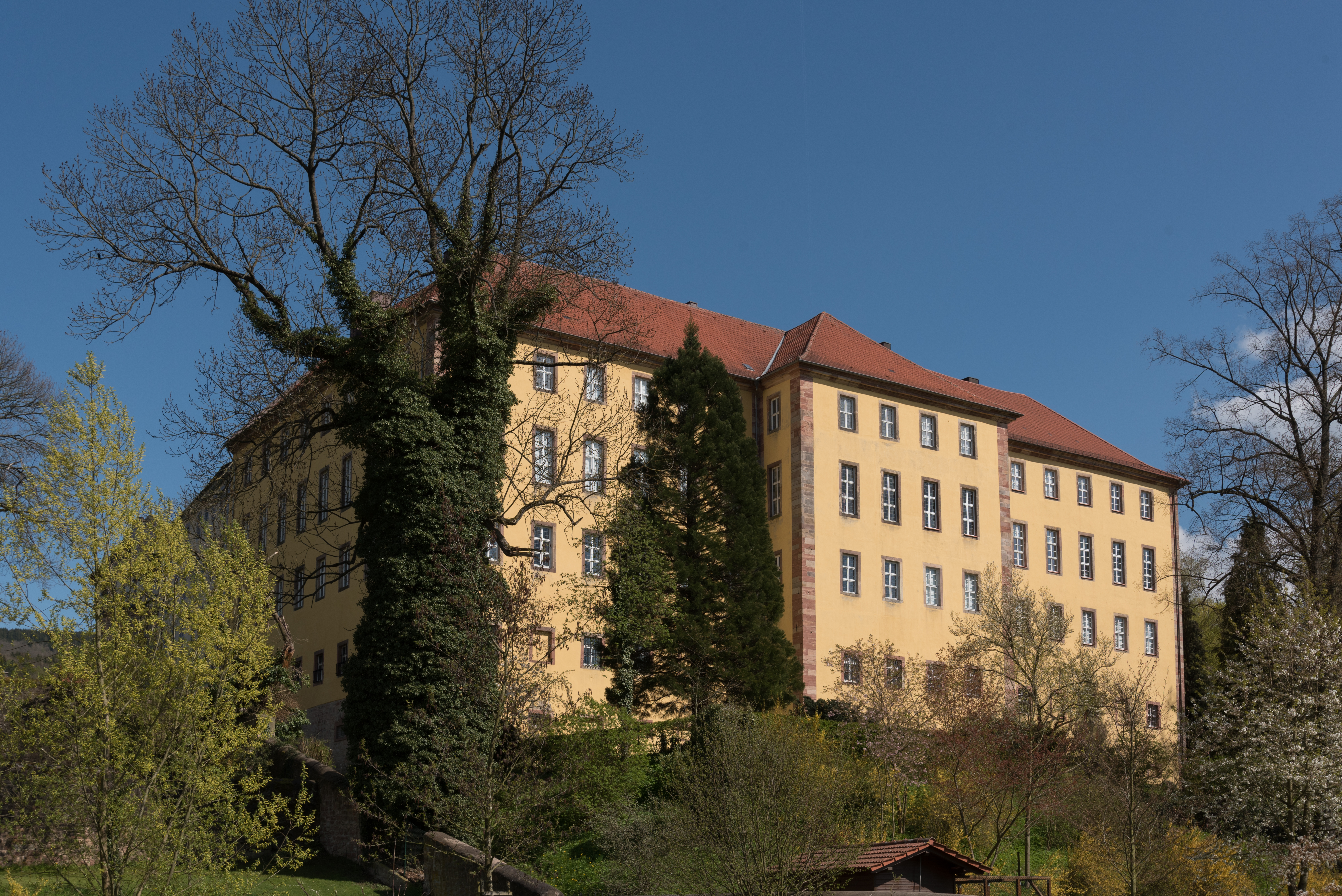
黄色い城
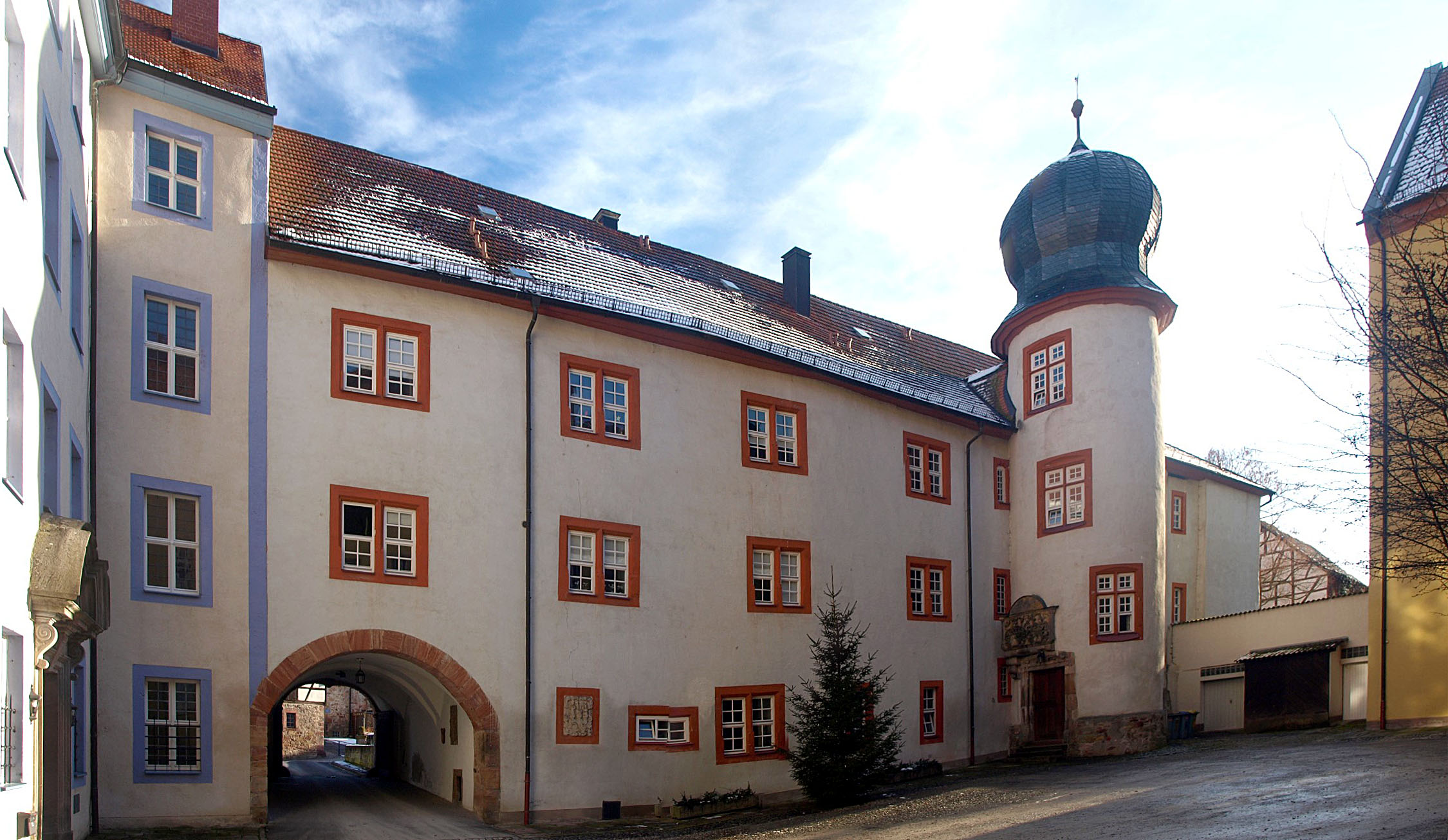
赤い城
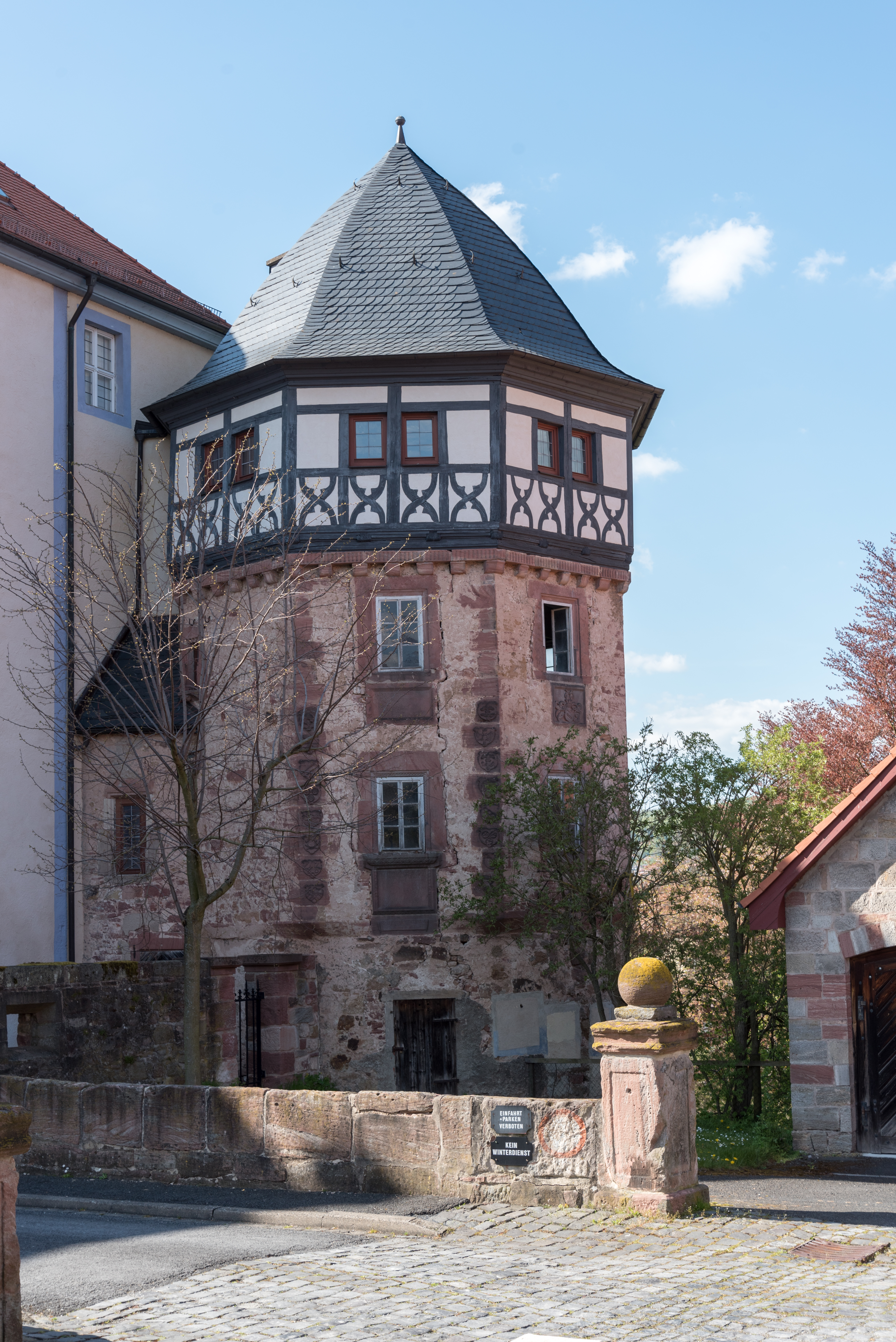
青い城

### 年中行事
- タンではセグウェイによる市内一周コースがある。
- マイマルクト（5月の市、5月第1週末）
- ヨハニスマルクト（6月24日前の週末）
- ゲリートフェスト（7月の第1日曜日）
- ヴィルテフェスト（9月の第2日曜日）
- アラーハイリゲンマルクト（万聖市、11月1日）
- クリスマスマーケット（12月の第3木曜日）
- タンの音楽の夏（5月から9月）
- シュトラーセンマール＝フェスティバル「ヴィア・ピクトゥラ」（8月）

## 経済と社会資本

### 経済構造
タンは連邦道 B278号線沿いに位置している。かつての国境地域に位置する立地から、1990年まで経済は極めて地域的なものであった。このためタンでは中小企業が多くを占めた。タンで最も重要な企業は、ディアコニーセンター（社会奉仕活動センター）、建設業者のフライシュマン、シュミット製材所、カイザー軌道工事である。ドイツ再統一後の地域発展によって、現在のタン住民の多くはフルダに通勤している。
ラールバッハ地区は2015年から州認定の保養地となっている。

### 自転車道
この街を以下の自転車道が通っている:
- バーンラートヴェーク・ヘッセンはハーナウからかつての鉄道軌道を約 250 km、フォーゲルスベルク山地やレーン山地（ドイツ語版、英語版）を越えて、バート・ヘルスフェルトに至る[10]。
- レーン自転車道の一部をなすウルスタータール自転車道。この自転車道は全長 180 km で、バート・ザルツンゲン（ドイツ語版、英語版）から、レーン山地の3つの州、すなわちバイエルン州、ヘッセン州、テューリンゲン州を通る[11]。
- ヘッセン広域自転車道 R3 はライン＝マイン＝キンツィヒ自転車道としてリューデスハイム・アム・ラインからタンに向かい、ヘッセン/テューリンゲン州境を終点とする[12]。

## 人物

### 出身者
- ヨハン・ルートヴィヒ・クリューバー（ドイツ語版、英語版）（1762年 - 1837年）公法学者、著述家
- レナーテ・ケルン（1945年 - 1991年）歌手

### ゆかりの人物
- ヨハン・ミヒャエル・バッハ3世（ドイツ語版、英語版）（1745年 - 1820年）音楽家。1786年から1795年まで教会音楽家を務めた。
- セバスティアン・ケール（1980年 - ）サッカー選手。ラールバッハ地区で育った。

## 関連図書
- Klaus-Peter Wegera (1977). Kontrastive Grammatik: Osthessisch – Standardsprache. Eine Untersuchung zu mundartbedingten Sprachschwierigkeiten von Schülern am Beispiel des 'Fuldaer Landes'. Marburg: Diss. Bonn. Elwert
- Joachim S. Hohmann, ed (1996). Wir in Tann. 800 Jahre Stadtgeschichte [...]. Hünfeld
- Joachim S. Hohmann, ed (1997). Chronik der jüdischen Schule zu Tann (Rhön). Mit einer kurzen Geschichte der israelitischen Gemeinde und zeitgenössischen Lichtbildern. Frankfurt am Main
- Wolf-Dieter Raftopoulo (2017). Rhön und Grabfeld Kulturführer. Eine kunst- und kulturhistorische Gesamtdokumentation der alten Kulturlandschaften. Gerbrunn: RMd Verlag. pp. 313–317. ISBN 978-3-9818603-7-5

これらの文献は、翻訳元であるドイツ語版の参考文献として挙げられていたものであり、日本語版作成に際し直接参照してはおりません。